# Чонгар (пункт пропуску)

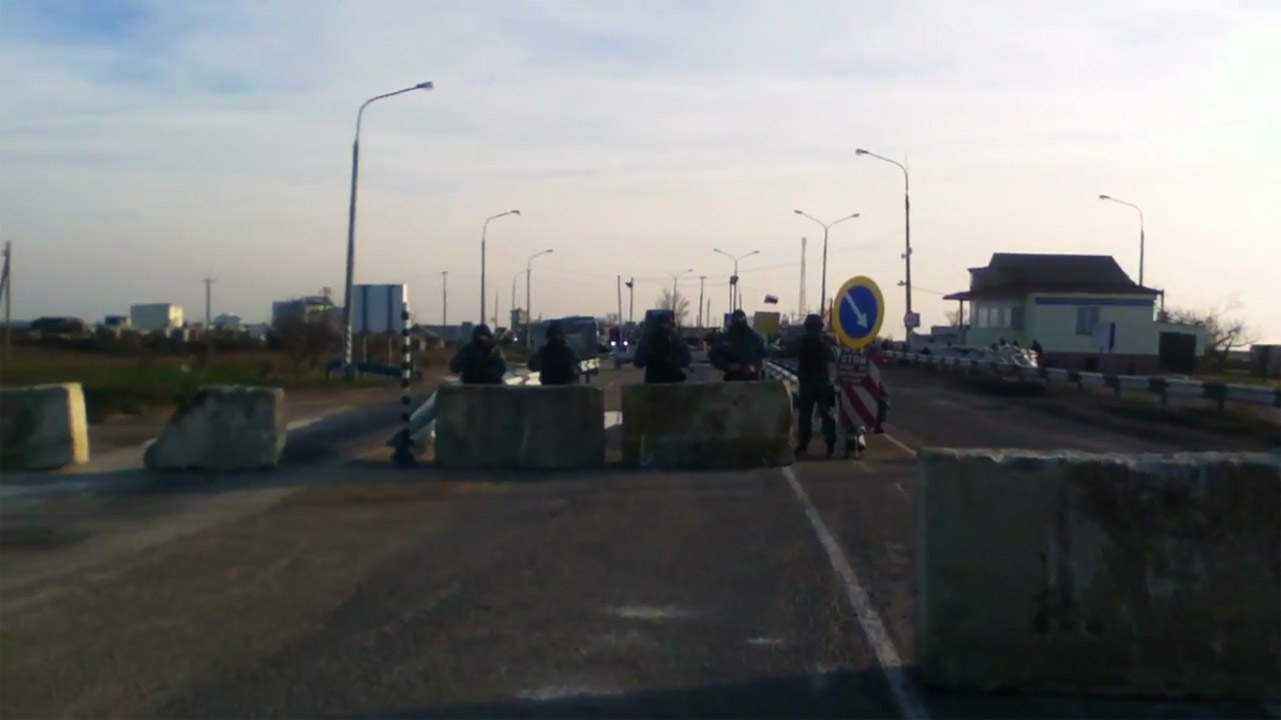
2014

45°59′32.6″ пн. ш. 34°32′51.1″ сх. д. / 45.992389° пн. ш. 34.547528° сх. д.
Чонгар (Салькове) — тимчасовий пункт пропуску через адміністративний кордон України на межі з анексованим Росією Кримом.
Розташований в Генічеському районі Херсонської області, поблизу сіл Чонгар та Салькове на автошляху М18 (E105).
Вид пункту пропуску — автомобільний. Статус пункту пропуску — спеціальний.
Характер перевезень — пасажирський.
Види контролю — прикордонний, митний.
Режим роботи — цілодобово.
У листопаді 2019 року пункт пропуску було реконструйовано.
У зв'язку з існуванням ВЕЗ «Крим», у 2014—2021 роках на КПВВ «Чонгар» діяв митний контроль.
Вранці 24 лютого 2022 року російські війська розпочали окупацію Херсонщини,також скориставшись КПП "Чонгар"